# قائمة البعثات الدبلوماسية في كندا

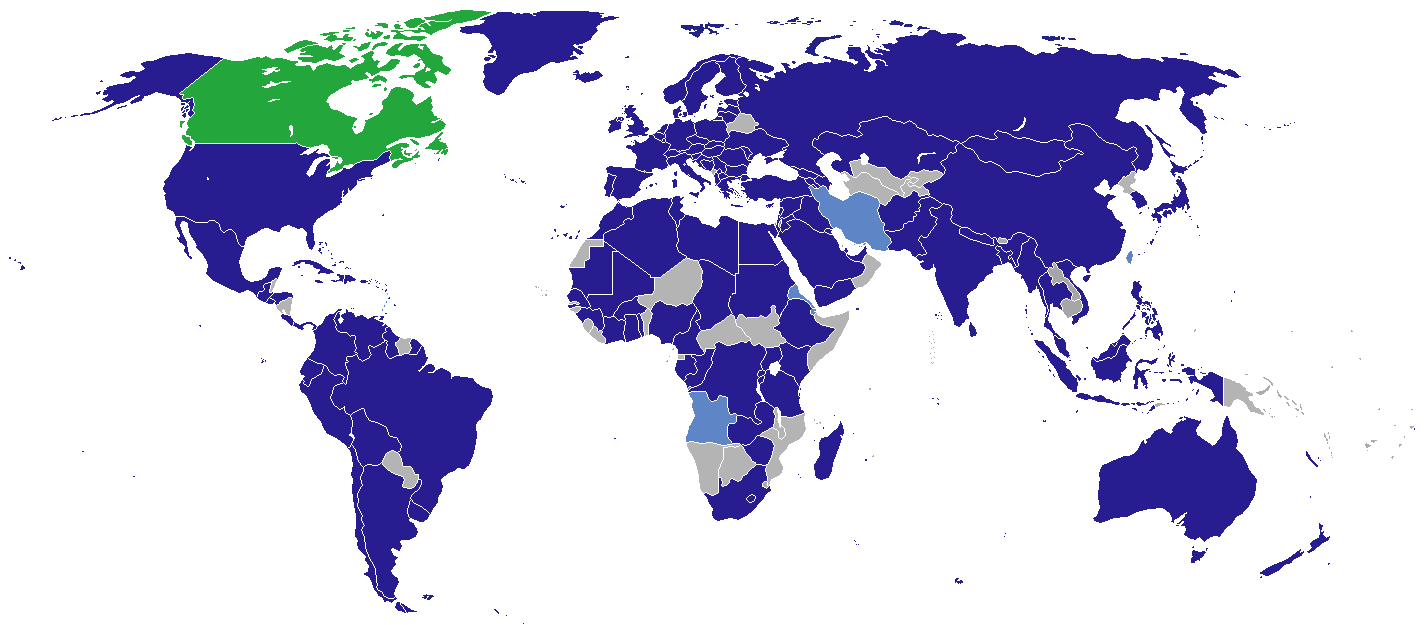
خريطة البعثات الدبلوماسية في كندا

هذه قائمة البعثات الدبلوماسية في كندا. في الوقت الحاضر، تستضيف العاصمة أوتاوا 128 سفارة / لجنة عليا. تعتمد عدة دول أخرى سفاراتها وبعثاتها في الولايات المتحدة لدى كندا.
هذه القائمة تستثني القنصليات الفخرية.

## السفارات / اللجان العليا فيأوتاوا
- أفغانستان
- ألبانيا
- الجزائر
- الأرجنتين
- أرمينيا
- أستراليا
- النمسا
- أذربيجان
- جزر البهاما
- بنغلاديش
- باربادوس
- بلجيكا
- بوليفيا
- البوسنة والهرسك
- البرازيل
- بروناي
- بلغاريا
- بوركينا فاسو
- الكاميرون
- تشاد
- تشيلي
- الصين
- كولومبيا
- جمهورية الكونغو
- جمهورية الكونغو الديمقراطية
- كوستاريكا
- كرواتيا
- كوبا
- قبرص
- جمهورية التشيك
- الدنمارك
- جمهورية الدومينيكان
- الإكوادور
- مصر
- السلفادور
- إستونيا
- إثيوبيا
- فنلندا
- فرنسا
- الغابون
- جورجيا
- ألمانيا
- غانا
- اليونان
- غواتيمالا
- غينيا
- غيانا
- هايتي
- الكرسي الرسولي
- هندوراس
- المجر
- آيسلندا
- الهند
- إندونيسيا
- العراق
- أيرلندا
- إسرائيل
- إيطاليا
- ساحل العاج
- جامايكا
- اليابان
- الأردن
- كازاخستان
- كينيا
- كوسوفو
- الكويت
- لاتفيا
- لبنان
- ليسوتو
- ليبيا
- ليتوانيا
- مدغشقر
- ماليزيا
- مالي
- المكسيك
- مولدوفا
- منغوليا
- المغرب
- ميانمار
- نيبال
- هولندا
- نيوزيلندا
- نيكاراغوا
- نيجيريا
- مقدونيا
- النرويج
- باكستان
- بنما
- باراغواي
- بيرو
- الفلبين
- بولندا
- البرتغال
- قطر
- رومانيا
- روسيا
- رواندا
- سانت كيتس ونيفيس
- السعودية
- السنغال
- صربيا
- سلوفاكيا
- سلوفينيا
- الصومال[1][2]
- جنوب إفريقيا
- كوريا الجنوبية
- إسبانيا
- سريلانكا
- السودان
- السويد
- سويسرا
- تنزانيا
- تايلاند
- توغو
- ترينيداد وتوباغو
- تونس
- تركيا
- أوغندا
- أوكرانيا
- الإمارات العربية المتحدة
- المملكة المتحدة
- الولايات المتحدة
- الأوروغواي
- فنزويلا
- فيتنام
- اليمن
- زامبيا
- زيمبابوي

## بعثات أخرى فيأوتاوا
- الاتحاد الأوروبي (وفد)
- إيران (قسم المصالح- سويسرا هي القوة الحامية)[3]
- فلسطين (الوفد العام لفلسطين)
- جمهورية الصين (تايوان)[4]

## القنصليات العامة / القنصليات

### كالغاري
- الصين
- كولومبيا
- السلفادور
- اليابان
- المكسيك (قنصلية)
- الفلبين
- المملكة المتحدة
- الولايات المتحدة

### إدمونتون
- أوكرانيا

### هاليفاكس
- الولايات المتحدة

### ليمينغتون (أونتاريو)
- المكسيك (قنصلية)

### مونكتون
- فرنسا

### مونتريال
- الجزائر
- الأرجنتين
- بلجيكا
- البرازيل
- تشيلي
- الصين
- كولومبيا
- كوبا
- جمهورية الدومينيكان
- مصر
- السلفادور
- فرنسا
- ألمانيا
- اليونان
- غواتيمالا
- هايتي
- هندوراس (قنصلية)
- العراق
- إسرائيل
- إيطاليا
- اليابان
- لبنان
- المكسيك
- المغرب
- النرويج
- باكستان
- بنما
- بيرو
- بولندا
- البرتغال
- رومانيا
- روسيا
- كوريا الجنوبية
- إسبانيا
- سويسرا
- تونس (قنصلية)
- تركيا
- المملكة المتحدة
- الولايات المتحدة
- الأوروغواي

### مدينة كيبك
- فرنسا
- الولايات المتحدة

### منطقة تورونتو الكبرى
- أفغانستان
- أنتيغوا وباربودا
- الأرجنتين
- أستراليا
- بنغلاديش
- باربادوس
- البرازيل
- بلغاريا
- تشيلي
- الصين
- كولومبيا
- كوستاريكا
- كرواتيا
- كوبا
- جمهورية التشيك
- الدنمارك
- جمهورية الدومينيكان
- الإكوادور (قنصلية)
- إرتريا
- السلفادور
- فرنسا
- ألمانيا
- غانا
- اليونان
- غرينادا (قنصلية)
- غيانا
- هونغ كونغ (مكتب تجارة)
- المجر
- الهند
- إندونيسيا
- إسرائيل
- إيطاليا
- جامايكا (قنصلية)
- اليابان
- كازاخستان (قنصلية)
- كوسوفو (قنصلية)
- مالطا
- المكسيك
- المغرب
- هولندا
- مقدونيا
- باكستان
- بنما
- بيرو
- الفلبين
- بولندا
- البرتغال
- رومانيا
- روسيا
- سانت لوسيا
- سانت فينسنت والغرينادين
- صربيا
- جنوب إفريقيا
- كوريا الجنوبية
- إسبانيا
- سريلانكا
- جمهورية الصين (تايوان) (Taipei Economic and Cultural Office)[5]
- ترينيداد وتوباغو
- تركيا
- أوكرانيا
- الإمارات العربية المتحدة
- المملكة المتحدة
- الولايات المتحدة
- الأوروغواي

### فانكوفر
- أفغانستان
- الأرجنتين
- أستراليا (قنصلية)
- البرازيل
- تشيلي
- الصين
- كولومبيا
- السلفادور
- فرنسا
- ألمانيا
- اليونان
- هونغ كونغ (مكتب تجارة)
- الهند
- إندونيسيا
- أيرلندا
- إيطاليا
- اليابان
- ماليزيا (قنصلية)
- المكسيك
- هولندا
- نيوزيلندا
- باكستان
- بنما
- بيرو
- الفلبين
- بولندا
- البرتغال
- رومانيا
- كوريا الجنوبية
- سويسرا
- تايوان (مكتب تايبيه الاقتصادي والثقافي)[6]
- تايلاند
- تركيا
- المملكة المتحدة
- الولايات المتحدة
- فيتنام

### وينيبيغ
- آيسلندا
- الولايات المتحدة (قنصلية)

## السفارات والمفوضيات العليا المعتمدة
مقيم في واشنطن العاصمة، الولايات المتحدة
- أنغولا
- البحرين
- بليز
- بنين
- بوتسوانا
- بوروندي
- الرأس الأخضر
- جمهورية إفريقيا الوسطى
- جيبوتي
- دومينيكا
- تيمور الشرقية
- إرتريا
- قالب:بيانات بلد إيسواتيني
- فيجي
- غامبيا
- غرينادا
- قرغيزستان
- لاوس
- ليبيريا
- لوكسمبورغ
- مالاوي
- مالطا
- جزر مارشال
- موريشيوس
- ولايات ميكرونيسيا المتحدة
- الجبل الأسود
- موزمبيق
- ناميبيا
- النيجر
- عُمان
- بالاو
- بابوا غينيا الجديدة
- سيراليون
- سانت لوسيا
- سانت فينسنت والغرينادين
- ساو تومي وبرينسيب
- جنوب السودان
- سورينام
- تركمانستان
- أوزبكستان

مقيم في نيويورك، الولايات المتحدة
- أندورا
- بوتان
- كمبوديا
- جزر القمر
- غينيا الاستوائية
- ولايات ميكرونيسيا المتحدة
- غينيا بيساو
- المالديف
- ناورو
- كوريا الشمالية
- ساموا
- سيشل
- سنغافورة
- جزر سليمان
- طاجيكستان
- تونغا

أنظر أيضاً
- علاقات كندا الخارجية
- سفارة إندونيسيا في كندا
- متطلبات الحصول على تأشيرة لمواطني كندا